# Athlétisme aux Jeux olympiques de 1920
Pour des articles plus généraux, voir Jeux olympiques de 1920 et Athlétisme aux Jeux olympiques.
Navigation
Les épreuves d'athlétisme des Jeux olympiques de 1920 ont eu lieu du 15 au 23 août 1920 au Stade olympique d'Anvers, en Belgique. 509 athlètes, exclusivement masculins, issus de 25 nations ont pris part aux 29 épreuves du programme.

## Faits marquants

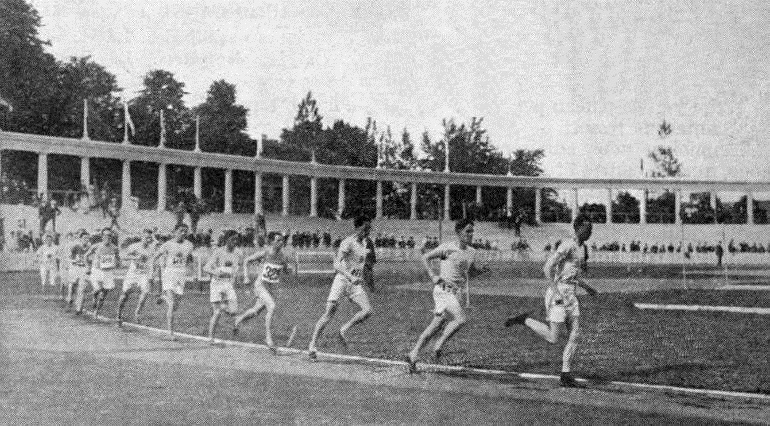
Premier tour du 5000 mètres des JO 1920, Guillemot devant Nurmi.

Le Finlandais Paavo Nurmi remporte quatre médailles pour ses premiers Jeux olympiques : l'or sur 10 000 m, en cross individuel et en cross par équipe, et l'argent sur 5 000 m.

## Résultats
| Épreuve | Or | Argent | Bronze                                                                                            |
| --- | --- | --- | ------------------------------------------------------------------------------------------------- |
| 100 m détails | Charley Paddock (USA) 10 s 6 (OR)                                                                                | Morris Kirksey (USA) 10 s 8                                                                                      | Harry Edward (GBR) 11 s 0                                                                         |
| 200 m détails | Allen Woodring (USA) 22 s 0                                                                                      | Charley Paddock (USA) 22 s 0                                                                                     | Harry Edward (GBR) 22 s 1                                                                         |
| 400 m détails | Bevil Rudd (RSA) 49 s 6                                                                                          | Guy Butler (GBR) 49 s 9                                                                                          | Nils Engdahl (SWE) 50 s 0                                                                         |
| 800 m détails | Albert Hill (GBR) 1 min 53 s 4                                                                                   | Earl Eby (USA) 1 min 53 s 6                                                                                      | Bevil Rudd (RSA) 1 min 54 s 0                                                                     |
| 1 500 m détails | Albert Hill (GBR) 4 min 01 s 8                                                                                   | Philip J. Noel-Baker (GBR) 4 min 02 s 4                                                                          | Lawrence Shields (USA) 4 min 03 s 1                                                               |
| 5 000 m détails | Joseph Guillemot (FRA) 14 min 55 s 6                                                                             | Paavo Nurmi (FIN) 15 min 00 s 0                                                                                  | Eric Backman (SWE) 15 min 13 s 0                                                                  |
| 10 000 m détails | Paavo Nurmi (FIN) 31 min 45 s 8                                                                                  | Joseph Guillemot (FRA) 31 min 47 s 2                                                                             | James Wilson (GBR) 31 min 50 s 8                                                                  |
| Marathon détails | Hannes Kolehmainen (FIN) 2 h 32 min 35 s 8                                                                       | Jüri Lossmann (EST) 2 h 32 min 48 s 6                                                                            | Valerio Arri (ITA) 2 h 36 min 32 s 8                                                              |
| 110 m haies détails | Tommy Thomson (CAN) 14 s 8 (WR)                                                                                  | Harold Barron (USA) 15 s 1                                                                                       | Frederic Murray (USA) 15 s 1                                                                      |
| 400 m haies détails | Frank Loomis (USA) 54 s 0 (WR)                                                                                   | John Norton (USA) 54 s 6                                                                                         | August Desch (USA) 54 s 7                                                                         |
| 3 000 m steeple détails | Percy Hodge (GBR) 10 min 00 s 4 (OR)                                                                             | Patrick Flynn (USA) 10 min 21 s 0                                                                                | Ernesto Ambrosini (ITA) 10 min 32 s 0                                                             |
| 4 × 100 m détails | États-Unis Charley Paddock Jackson Scholz Loren Murchison Morris Kirksey 42 s 2 (WR)                             | France René Lorain René Tirard René Mourlon Émile Ali-Khan 42 s 5                                                | Suède Agne Holmström William Pettersson Sven Malm Nils Sandström 42 s 8                           |
| 4 × 400 m détails | Grande-Bretagne Cecil Griffiths Robert Lindsay John Ainsworth-Davies Guy Butler 3 min 22 s 1                     | Afrique du Sud Henning Dafel Clarence Oldfield Jack Oosterlaak Bevil Rudd 3 min 23 s 0                           | France Georges André Gaston Féry Maurice Delvart André Devaux 3 min 23 s 5                        |
| 3 000 m par équipes détails | États-Unis Horace Brown Arlie Schardt Ivan Dresser Lawrence Shields* Mike Devaney* 10 points                     | Grande-Bretagne Charles Blewitt Albert Hill William Seagrove Duncan McPhee* Percy Hodge* 20 points               | Suède Eric Backman Sven Lundgren Edvin Wide Josef Holsner* John Zander* 24 points                 |
| Cross-country individuel détails | Paavo Nurmi (FIN) 27 min 15 s 0                                                                                  | Eric Backman (SWE) 27 min 15 s 6                                                                                 | Heikki Liimatainen (FIN) 27 min 37 s 0                                                            |
| Cross-country par équipes détails | Finlande Paavo Nurmi Heikki Liimatainen Teodor Koskenniemi Ilmari Vesamaa* Eino Rastas* Hannes Miettinen* 10 pts | Grande-Bretagne James Wilson Frank Hegarty Alfred Nichols Christopher Vose* Wally Freeman* Larry Cummins* 21 pts | Suède Eric Backman Gustaf Mattsson Hilding Ekman Verner Magnusson* Lars Hedwall* Knut Alm* 23 pts |
| 3 000 m marche détails | Ugo Frigerio (ITA) 13 min 14 s 2                                                                                 | George Parker (AUS) 13 min 20 s 6                                                                                | Richard Remer (USA) 13 min 23 s 6                                                                 |
| 10 km marche détails | Ugo Frigerio (ITA) 48 min 06 s 2                                                                                 | Joseph Pearman (USA) 49 min 49 s 8                                                                               | Charles Gunn (GBR) 49 min 54 s 4                                                                  |
| Saut en longueur détails | William Pettersson (SWE) 7,150 m                                                                                 | Carl Johnson (USA) 7,095 m                                                                                       | Erik Abrahamsson (SWE) 7,080 m                                                                    |
| Triple saut détails | Vilho Tuulos (FIN) 14,505 m                                                                                      | Folke Jansson (SWE) 14,480 m                                                                                     | Erik Almlöf (SWE) 14,275 m                                                                        |
| Saut en hauteur détails | Richmond Landon (USA) 1,935 m (OR)                                                                               | Harold Muller (USA) 1,900 m                                                                                      | Bo Ekelund (SWE) 1,900 m                                                                          |
| Saut à la perche détails | Frank Foss (USA) 4,09 m (WR)                                                                                     | Henry Petersen (DEN) 3,70 m                                                                                      | Edwin Myers (USA) 3,60 m                                                                          |
| Lancer du poids détails | Ville Pörhölä (FIN) 14,810 m                                                                                     | Elmer Niklander (FIN) 14,155 m                                                                                   | Harry Liversedge (USA) 14,150 m                                                                   |
| Lancer du disque détails | Elmer Niklander (FIN) 44,685 m                                                                                   | Armas Taipale (FIN) 44,190 m                                                                                     | Gus Pope (USA) 42,130 m                                                                           |
| Lancer du marteau détails | Patrick Ryan (USA) 52,875 m                                                                                      | Carl Johan Lind (SWE) 48,430 m                                                                                   | Basil Bennett (USA) 48,250 m                                                                      |
| Lancer du marteau lourd détails | Patrick McDonald (USA) 11,265 m                                                                                  | Patrick Ryan (USA) 10,965 m                                                                                      | Carl Johan Lind (SWE) 10,255 m                                                                    |
| Lancer du javelot détails | Jonni Myyrä (FIN) 65,78 m (OR)                                                                                   | Urho Peltonen (FIN) 63,50 m                                                                                      | Pekka Johansson (FIN) 63,09 m                                                                     |
| Pentathlon détails | Eero Lehtonen (FIN) 14 pts                                                                                       | Everett Bradley (USA) 24 pts                                                                                     | Hugo Lahtinen (FIN) 26 pts                                                                        |
| Décathlon détails | Helge Løvland (NOR) 6 803,355 pts                                                                                | Brutus Hamilton (USA) 6 771,085 pts                                                                              | Bertil Ohlson (SWE) 6 580,030 pts                                                                 |
| Records et Performances - AR : Record continental (area record) - CR : Record des championnats (championship record) - MR : Record du meeting (meet record) - NR : Record national (national record) - OR : Record olympique (olympic record) - PR : Record paralympique (paralympic record) - PB : Record personnel (personal best) - SB : Meilleure performance personnelle de la saison (season's best) - WL : Meilleure performance mondiale de l'année (world leader) - WJR : Record du monde junior (world junior record) - WR : Record du monde (world record) Circonstances et Conditions - DNF : N'a pas terminé (did not finish) - DNS : N'a pas pris le départ (did not start) - DQ : Disqualification (disqualification) - NM : Aucun essai valable enregistré (No Mark) - Q : Qualifié « directement » au prochain tour (ou à la prochaine compétition), lors d'une compétition majeure, grâce au classement ou à la réalisation des minima (automatic qualifier) - q : Qualifié au prochain tour (ou à la prochaine compétition), lors d'une compétition majeure, grâce au repêchage ou à la réalisation de l'une des meilleures performances parmi celles des « non qualifiés directement » (grâce au meilleur temps ou à la meilleure distance par exemple) (secondary qualifier) | | |                                                                                                   |

## Tableau des médailles
| Rang  | Nation          | Or | Argent | Bronze | Total |
| ----- | --------------- | -- | ------ | ------ | ----- |
| 1     | États-Unis      | 9  | 12     | 8      | 29    |
| 2     | Finlande        | 9  | 4      | 3      | 16    |
| 3     | Grande-Bretagne | 4  | 4      | 4      | 12    |
| 4     | Italie          | 2  | 0      | 2      | 4     |
| 5     | Suède           | 1  | 3      | 10     | 14    |
| 6     | France          | 1  | 2      | 1      | 4     |
| 7     | Afrique du Sud  | 1  | 1      | 1      | 3     |
| 8     | Canada          | 1  | 0      | 0      | 1     |
| 8     | Norvège         | 1  | 0      | 0      | 1     |
| 10    | Australie       | 0  | 1      | 0      | 1     |
| 10    | Danemark        | 0  | 1      | 0      | 1     |
| 10    | Estonie         | 0  | 1      | 0      | 1     |
| Total | Total           | 29 | 29     | 29     | 87    |